# Славянизация
Славянизация се нарича процесът на приемане на славянския език на местата в Европа, където славяните се заселват при своята миграция през VI-VII в., и последвалата езикова асимилация на завареното население.
След като славяните се заселват на Балканите, те заварват многобройно и разнообразни християнско византийско население. Част от него са потомци на местни племенни групи като траките, даките, пеоните и илирите. По-голямата част от тях, особевно в градските центрове, вече вече са били езиково романизирани или елинизирани. По селата и особено в планинските региони, някои от тях вероятно пазят своята културна самобитност. Балканите са били заселени също така и от многобройни римски и гръцки колонисти с различен етнически произход. Славянизацията се осъществява постепенно чрез смесени бракове, като по-голямата част от завареното население се славянизира, особено с въвеждането на славянския език за църковен и за официален, както в Първото българско царство, така и в славянските държавици в Западните Балкани през 8 и 9 век.